# 1698년 잉글랜드 총선
지난 몇년 간 휘그당 내의 분열로 인해, 선거는 휘그당 대 토리당 구도보다 중앙 대 지방의 구도로 치러졌다. 휘그당은 주로 지방에서 승리했다.
선거는 휘그당이 1당이 되었음에도, 지방 의원들은 정부 정책과 다른 입장을 취하며 토리당과 발을 맞춰갔고, 결국 1699년엔 휘그당 내각이 무너지고 토리당 정부가 성립된다

## 선거 결과
| 정당   | 의석 수 |
| ------ | ------- |
| 휘그당 | 246석   |
| 토리당 | 208석   |
| 기타   | 59석    |
| 합계   | 513석   |